# Сомов, Вячеслав Леонидович
Вячесла́в Леони́дович Со́мов (род. 1961) — российский государственный и политический деятель, глава администрации Саратова (2008—2010), руководитель Территориального органа Федеральной службы государственной статистики по Саратовской области (2014—2022).

## Биография
Вячеслав Леонидович родился 6 марта 1961 года в селе Большая Знаменка Волчковского (ныне — Петровского) района Тамбовской области. Учился в Саратовском авиационном техникуме им. П. В. Дементьева, который в 1980 году окончил с отличием. Работал на Саратовском авиационном заводе инженером. В 1986 году окончил Саратовский политехнический институт, до 1988 года работал инженером на Саратовском станкостроительном заводе. В 1999 году окончил Поволжскую академию государственной службы.
С 1996 по 1998 годы был заместителем главы администрации Фрунзенского района города Саратова.
С 1998 года — исполнительный директор, с 2001 — генеральный директор ОАО «Саратовгаз», с 2005 года — генеральный директор ОАО «Саратовоблгаз».
С мая 2007 года — генеральный директор ООО «Воронежрегионгаз» и ОАО «Воронежоблгаз».
Депутат Саратовской городской Думы второго и третьего созывов. С мая 2008 года — глава администрации муниципального образования «Город Саратов».
Кандидат экономических наук, почётный работник топливно-энергетического комплекса России.
7 апреля 2010 года подал в отставку. Его сменил глава администрации Заводского района Алексей Прокопенко.
С 2014 по 2022 годы — руководитель Территориального органа Федеральной службы государственной статистики по Саратовской области.

## Награды
- Почётный работник топливно-энергетического комплекса
- Почётный знак «За заслуги перед Саратовом»[2]